# Lista di compagnie aeree defunte della Spagna
Questo è un elenco delle compagnie aeree spagnole del passato. 
| Compagnia Aerea                               | Immagine | IATA | ICAO | Indicativo di chiamata | Inizio operazioni | Termine operazioni | Note                                                                     |
| --------------------------------------------- | -------- | ---- | ---- | ---------------------- | ----------------- | ------------------ | ------------------------------------------------------------------------ |
| AeBal-Spanair Link                            |          |      |      |                        | 1999              | 2008               | Rinominata Quantum Air                                                   |
| Air Andalucia                                 |          |      |      |                        | 2003              | 2005               |                                                                          |
| Air Asturias                                  |          |      |      |                        | 2006              | 2007               |                                                                          |
| Air Comet                                     |          | A7   | MPD  | RED COMET              | 1996              | 2009               | [ 1 ]                                                                    |
| Aeronova                                      |          | UX   | OVA  | AERONOVA               | 1996              | 2015               | Rimarchiata come Air Europa Express                                      |
| Air Europa Express                            |          |      |      |                        | 1996              |                    |                                                                          |
| Air Madrid                                    |          | NM   | DRD  | ALADA AIR              | 2003              | 2006               |                                                                          |
| Air Plus Comet                                |          |      |      |                        | 1996              | 2007               | Rinominata Air Comet                                                     |
| Air Spain                                     |          | JA   |      |                        | 1967              | 1975               | [ 2 ]                                                                    |
| AirClass Airways                              |          |      | VSG  | VISIG                  | 2003              | 2008               | [ 3 ]                                                                    |
| Alaire                                        |          |      |      |                        | 2001              |                    |                                                                          |
| Ándalus Líneas Aéreas                         |          | EA   | ANU  | ANDALUS                | 2008              | 2010               | [ senza fonte ]                                                          |
| ASL Airlines Spain                            |          | PV   | PNR  | SKYJET                 | 1987              | 2018               | Formalmente chiamata PAN Air.                                            |
| Audeli Air                                    |          |      | ADI  | AUDELI                 |                   |                    |                                                                          |
| Aviaco                                        |          | AO   | AYC  | AVIACO                 | 1948              | 1999               | Fusasi con Iberia                                                        |
| BCM Airlines                                  |          |      |      |                        | 1998              | 1998               | [ 5 ]                                                                    |
| Binter Mediterraneo                           |          | AX   | BIM  |                        | 1988              | 2001               | Acquisita da Air Nostrum                                                 |
| Bravo Airlines                                |          | BQ   | BBV  | BRAVO                  | 2004              | 2008               | [ 7 ]                                                                    |
| Canarias Regional Air                         |          | FW   | CNM  | 1998                   | 2000              | [ 8 ]              |                                                                          |
| Cargosur                                      |          |      |      |                        | 1987              | 1995               | Fusasi con Iberia                                                        |
| Centennial Airlines                           |          | BE   | CNA  |                        | 1993              | 1996               | [ 12 ]                                                                   |
| Concesionaria de Líneas Aéreas Subvencionadas |          |      |      | CLASSA                 | 1929              | 1931               | Fusasi con LAPE                                                          |
| Clickair                                      |          | XG   | CLI  | CLICKJET               | 2006              | 2009               | Fusasi con Vueling                                                       |
| Drenair                                       |          |      | DRS  |                        | 1986              | 2003               | [ 16 ]                                                                   |
| Euro First Air - Canarias Cargo               |          |      |      |                        | 2000              | 2000               | Cargo airline                                                            |
| Flyant                                        |          |      | FYA  | FLYANT                 | 2006              | 2008               | Cargo airline                                                            |
| Flylink Express                               |          |      |      |                        | 2003              | 2009               | [ 19 ]                                                                   |
| FlySur                                        |          |      |      |                        | 2008              | 2008               | TAER Andalus è stata rinominata Flysur nell'ultimo mese dell'operazioni. |
| Futura International Airways                  |          | FH   | FUA  | FUTURA                 | 1989              | 2008               | [ 21 ]                                                                   |
| Gadair European Airlines                      |          | GP   | GDR  | Gadair                 | 2006              | 2009               | [ 22 ]                                                                   |
| Gestair Cargo                                 |          |      |      |                        | 2007              | 2013               | Rinominata Cygnus Air in un secondo momento.                             |
| Girjet                                        |          | 8G   | GJT  | BANJET                 | 2003              | 2008               | [ 24 ]                                                                   |
| Helitt Líneas Aéreas                          |          | H9   | HTH  | ALBORAN                | 2011              | 2014               | [ 25 ]                                                                   |
| Hispania Airways                              |          |      |      |                        | 2011              | 2012               | [ 26 ]                                                                   |
| Hispania Líneas Aéreas                        |          | HI   | HSL  | Sunbeam                | 1982              | 1989               | [ 27 ]                                                                   |
| Hola Airlines                                 |          | H5   | HOA  | HOLA                   | 2002              | 2010               | [ 28 ]                                                                   |
| Iberworld                                     |          | TY   | IWD  | IBERWORLD              | 1998              | 2011               | [ senza fonte ]                                                          |
| IMD Airways                                   |          |      |      |                        | 2008              | 2009               | [ 29 ]                                                                   |
| Intermediación Aérea                          |          |      | IEA  |                        | 1997              | 2005               | [ 30 ]                                                                   |
| Islas Airways                                 |          | IF   | ISW  | PINTADERA              | 2003              | 2012               | [ senza fonte ]                                                          |
| LagunAir                                      |          | N7   | LGA  | LAGUNAIR               | 2003              | 2008               | [ 31 ]                                                                   |
| LAPE                                          |          |      |      | LAPE                   | 1932              | 1939               | Espropriata                                                              |
| Líneas Aéreas Canarias                        |          | L9   | LCN  | LAC                    | 1985              | 1990               | Comprata da Meridiana Air                                                |
| Líneas Aéreas Navarras                        |          |      |      |                        | 1994              | 1997               | [ 34 ]                                                                   |
| LTE International Airways                     |          | XO   | LTE  | FUN JET                | 1987              | 2008               | [ 35 ]                                                                   |
| Melilla Airlines                              |          |      |      |                        | 2013              |                    |                                                                          |
| Meridiana Air                                 |          |      |      |                        | 1990              | 1992               | [ 36 ]                                                                   |
| Mint Airways                                  |          | IM   | MIC  | MINT AIRWAYS           | 2009              | 2012               | [ 37 ]                                                                   |
| Navegacion y Servicios Aéreos Canarios        |          | ZN   | NAY  | NAYSA                  | 1969              | 2018               | Fusasi con Binter Canarias                                               |
| Nort Jet                                      |          | EL   | ENJ  | Nortjet                | 1989              | 1992               | [ 38 ]                                                                   |
| Oasis Airlines                                |          | OB   | AAN  | Oasis                  | 1986              | 1996               | [ senza fonte ]                                                          |
| Orbest Orizonia Airlines                      |          | TY   | IWD  | IBERWORLD              | 2011              | 2013               | [ senza fonte ]                                                          |
| Orionair                                      |          |      | ORI  | RED GLOBE              | 2004              | 2008               | [ 39 ]                                                                   |
| PauknAir                                      |          | PV   |      | PAUKNAIR               | 1995              | 1998               | [ 40 ]                                                                   |
| Plaza Servicios Aéreos                        |          |      |      |                        | 2006              | 2008               | [ 41 ]                                                                   |
| Prima Air                                     |          |      |      |                        | 1996              | 1996               | [ 38 ]                                                                   |
| Pronair                                       |          |      | PRJ  | PRONAIR                | 2007              | 2009               | [ 42 ]                                                                   |
| Pyrenair                                      |          |      |      |                        | 2006              | 2011               |                                                                          |
| Quantum Air                                   |          | QO   | QTM  | QUANTUM                | 2008              | 2010               | Inizialmente nominata Aerolíneas de Baleares                             |
| Rioja Airlines                                |          |      |      | Rioja Airlines         | 2007              | 2007               | [ 44 ]                                                                   |
| Ryjet                                         |          | W2   | RYJ  | RYJET                  | 1999              | 2012               | [ 45 ]                                                                   |
| Saicus Air                                    |          |      | FYA  |                        | 2008              | 2010               | Cargo airline                                                            |
| Sky Service Aviation                          |          |      | SKT  |                        | 1992              | 2005               | Fusasi con Gestair                                                       |
| South Atlantic Airways                        |          |      | HRC  |                        | 2000              | 2001               | [ 48 ]                                                                   |
| Spanair                                       |          | JK   | JKK  | SPANAIR                | 1986              | 2012               | [ 49 ] [ 50 ]                                                            |
| Spantax                                       |          | BX   | BXS  | SPANTAX                | 1959              | 1988               | Fusasi con Spanair                                                       |
| Tadair                                        |          |      | TDC  | Tadair                 | 1990              | 2003               | [ 53 ]                                                                   |
| TAE                                           |          |      | JK   | TAE                    | 1966              | 2000               | [ 54 ]                                                                   |
| Thomas Cook Airlines Balearics                |          | H5   | CTB  | SUNNYHEART             | 2017              | 2019               | [ 55 ]                                                                   |
| Top Fly                                       |          |      | TLY  |                        | 1998              | 2009               | [ 56 ]                                                                   |
| Transeuropa                                   |          |      | TR   | TRANSEUROPA            | 1965              | 1982               | [ 57 ]                                                                   |
| Unión Aérea Española                          |          |      |      |                        | 1925              | 1929               | Fusasi con Concesionaria de Líneas Aéreas Subvencionadas (CLASSA)        |
| Universair                                    |          |      |      |                        | 1986              | 1992               | [ 59 ]                                                                   |
| Viva Air                                      |          | FV   | VIV  | VIVA                   | 1988              | 1998               | [ 60 ]                                                                   |
| Volar Airlines                                |          |      | DRS  |                        | 2001              | 2005               | [ 61 ]                                                                   |